# Zamek w Lisiance
Zamek w Lisiance – zamek wybudowany w 1733 r. przez Aleksandra Jabłonowskiego nad Tykiczem.

## Historia
W 1733 r. Aleksander Jabłonowski ufundował kościół franciszkański, a  miejsce, gdzie stał stary zamek ofiarował oo. bazylianom. W 1768 r. podczas Koliszczyzny gubernator Dobrzyński poddał zamek, oblegany przez Maksyma Żeleźniaka, skuszony obietnicą ocalenia. Zajęcie miasta odbyło się bez problemów, ale zamek został zdobyty podstępem – do dowódcy obrony zamku Kuczewskiego, udała się delegacja złożona z miejscowych chłopów ruskich, którzy przeszli na stronę Żeleźniaka, z propozycją poddania zamku w zamian za oszczędzenie życia i majątku osobistego. Kuczewski zgodził się na te postulaty i nakazał otworzyć bramę warowni. Dalsze wydarzenia przedstawiały się następująco:

Liczna, wielosetosobowa gromada wpadła do środka. Po raz pierwszy powstańcy zetknęli się w oko w oko z tak wielką liczbą szlachty. Podsycana od wielu miesięcy nienawiść znalazła swoje straszne ujście. Rozpoczęła się rzeź. Na komisarza Kuczewskiego wsadzono siodło, próbowano na nim jeździć, a wreszcie – wyczerpanego – zakłuto pikami. Przerażone zaciekłością napastników ofiary szukały schronienia na dachach, ale i tam nie było im dane znaleźć ocalenia. Wzdłuż murów ustawiono pionowo piki i na nie zrzucano ludzi. Rzeź odbywała się we wszystkich pomieszczeniach zamkowych. Tylko niewiele osób zdołało ujść z życiem. (...). Łupem powstańców padła kasa właściciela dóbr i ruchomości, znajdujące się na zamku. W znajdującym się w pobliżu drewnianym kościele oo. franciszkanów na jednej belce powieszono zakonnika, Żyda i psa.

W jesieni tego roku powtórzyły się straszne wydarzenia. Na opustoszały zamek, bez załogi i bez bojowych rynsztunków przybył komisarz Chiczewski, który razem z gwardianem Pawłowskim w wyszukanych mękach przez zbuntowanych chłopów zostali zamordowani a skarb i piwnice książęce zrabowane.

## Architektura, wyposażenie
W 1733 r. Aleksander Jabłonowski w innym  miejscu zbudował nowy kamienny, czterokątny zamek  ze skrzydłami, który ze wszystkich trzech stron otoczony był rzeką Tykicz a z czwartej dostępu bronił wał. W swym środku  miał dwa piętra oraz jedną bramę i dwa wyniosłe bastiony w narożnikach, mogące z hakownic żelaznych - rodzaj armatek - obronić wszystkie ściany tego zamku, sięgając daleko swoimi działami. Wcześniej zamek otoczony był wysoką dębową palisadą. Posiadał drugą bramę drewnianą również przystosowaną do obrony.  W twierdzy był znaczny garnizon, który miał wystarczająco dużo amunicji. Po zamku długi czas pozostało jedno piętro, które spaliło się w 1842 r.